# 武蔵高萩駅

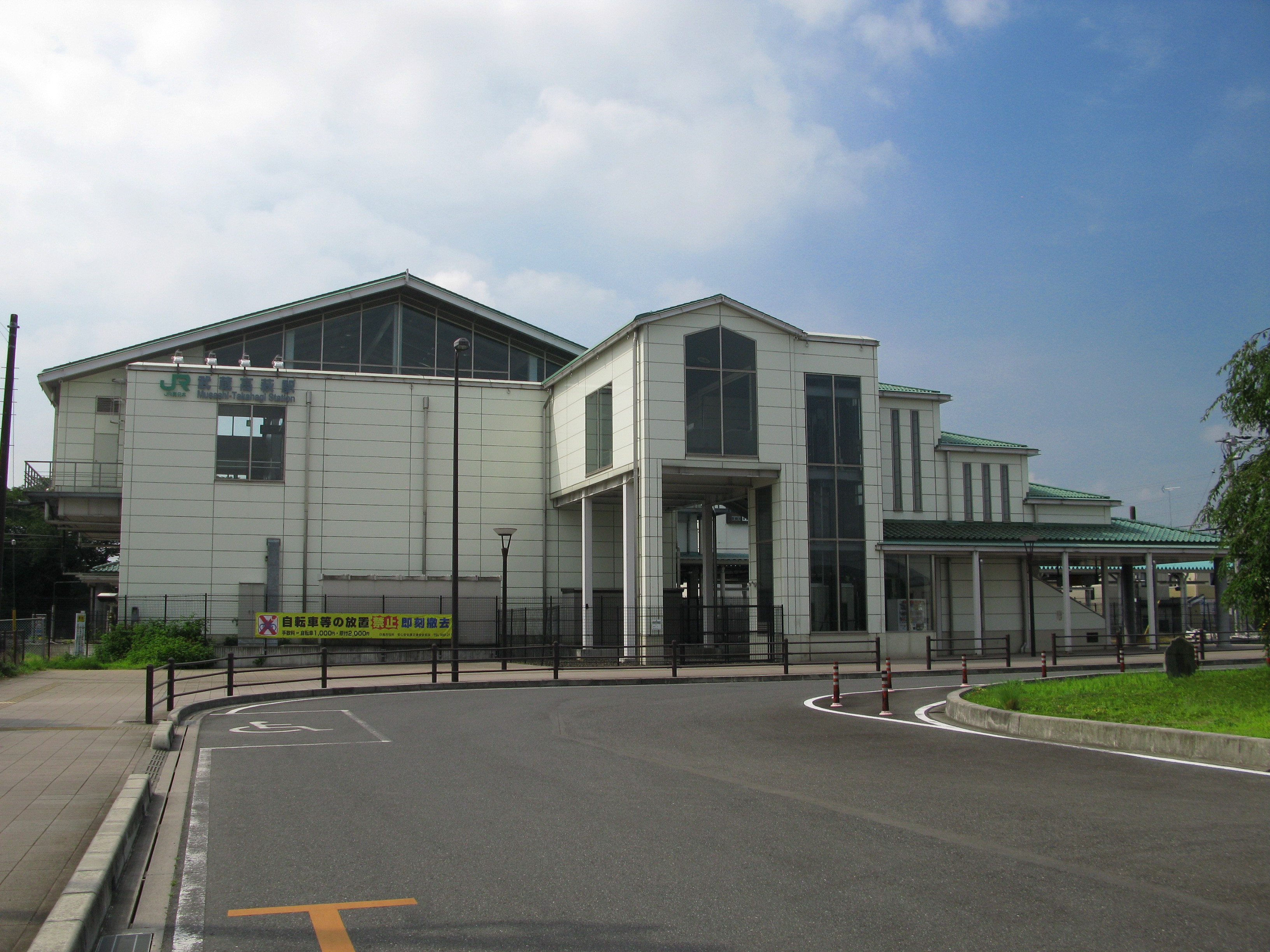
北口（2012年8月）

武蔵高萩駅（むさしたかはぎえき）は、埼玉県日高市大字高萩にある、東日本旅客鉄道（JR東日本）川越線の駅である。

## 歴史
かつて、近くに旧日本陸軍の航空士官学校（現在の航空自衛隊入間基地）があり、その卒業式に臨席した昭和天皇が利用した貴賓室や車寄せ、地下防空壕が残っていたが、駅舎改築に伴い、旧駅舎と共に取り壊された。

### 年表
- 1940年（昭和15年）7月22日：埼玉県入間郡高萩村に開業[2][3]。常磐線にある高萩駅（茨城県高萩市）が先に開業していたため、駅名に「武蔵」と付けたものと思われる。
- 1958年（昭和33年）2月：分岐器を発条転轍器（スプリングポイント）に交換[5]。
- 1961年（昭和36年）2月1日：貨物の取り扱いを廃止[3]。
- 1984年（昭和59年）2月1日：荷物扱い廃止[3]。
- 1987年（昭和62年）4月1日：国鉄分割民営化に伴い、東日本旅客鉄道（JR東日本）の駅となる[3]。
- 2001年（平成13年）11月18日：ICカード「Suica」の利用が可能となる[広報 1]。
- 2002年（平成14年）5月11日 - 5月13日：駅舎の改築、自由通路新設工事に先立ち貴賓室を一般公開[4]。
- 2004年（平成16年）3月3日：橋上駅舎化着工[6]
- 2005年（平成17年）2月20日：橋上駅舎の供用開始[1]。

## 駅構造
東西に伸びる相対式ホーム2面2線を有する地上駅。ホーム上には橋上駅舎を有している。
川越駅管理の業務委託駅（JR東日本ステーションサービス委託）で、駅舎にはコンコースや駅事務室などがある。自動改札機はないが、簡易Suica改札機や自動券売機が設置されている。駅舎からは南北に出口が伸び、それぞれ南口・北口となっている。南口には「さくら口」、北口には「あさひ口」という愛称が付けられている。なお、みどりの窓口は指定席券売機の設置に伴い、2008年（平成20年）1月31日をもって閉鎖された。
現在の駅舎は2代目である。以前は、開業以来の瓦葺の地上駅舎が使われており、貴賓室もあった。2005年（平成17年）の改築に伴い旧駅舎は取り壊されたが、新駅舎にも緑色の瓦を使用したデザインが踏襲されているほか、駅舎内部に旧駅舎の瓦と車寄せの柱を使って作られた展示コーナーが設けられた。旧駅舎は南口側にあり、改札口を通った先に線路を跨ぐ構内通路が設置されていたが、改築時に撤去され、階段部分を銀色の台で塞いでいる。
また、1番線ホームの笠幡寄りにはトイレも設置されているが、こちらは改築後もそのまま残されている。
大宮支社が管轄する最西端の駅であり、川越線は当駅までが大宮支社の管轄である（八高線との接続駅でもある西隣の高麗川駅は八王子支社の管轄）。

### のりば
| 番線 | 路線    | 方向 | 行先             | 備考                                                |
| ---- | ------- | ---- | ---------------- | --------------------------------------------------- |
| 1    | ■川越線 | 下り | 高麗川方面       | 高崎方面（■八高線毛呂駅以北）へは高麗川駅で乗り換え |
| 1    | ■八高線 | 下り | 八王子・高崎方面 | 高崎方面（■八高線毛呂駅以北）へは高麗川駅で乗り換え |
| 2    | ■川越線 | 上り | 川越方面         | 大宮・新宿方面（南古谷駅以東）へは川越駅で乗り換え  |
| 2    | ■埼京線 | 上り | 大宮・新宿方面   | 大宮・新宿方面（南古谷駅以東）へは川越駅で乗り換え  |

（出典：JR東日本:駅構内図）
- 当駅から南古谷駅以東と八高線毛呂駅以北へ直通する列車は設定されていないため、大宮・新宿・りんかい線方面は川越駅で、高崎方面は高麗川駅で乗り換えとなる。

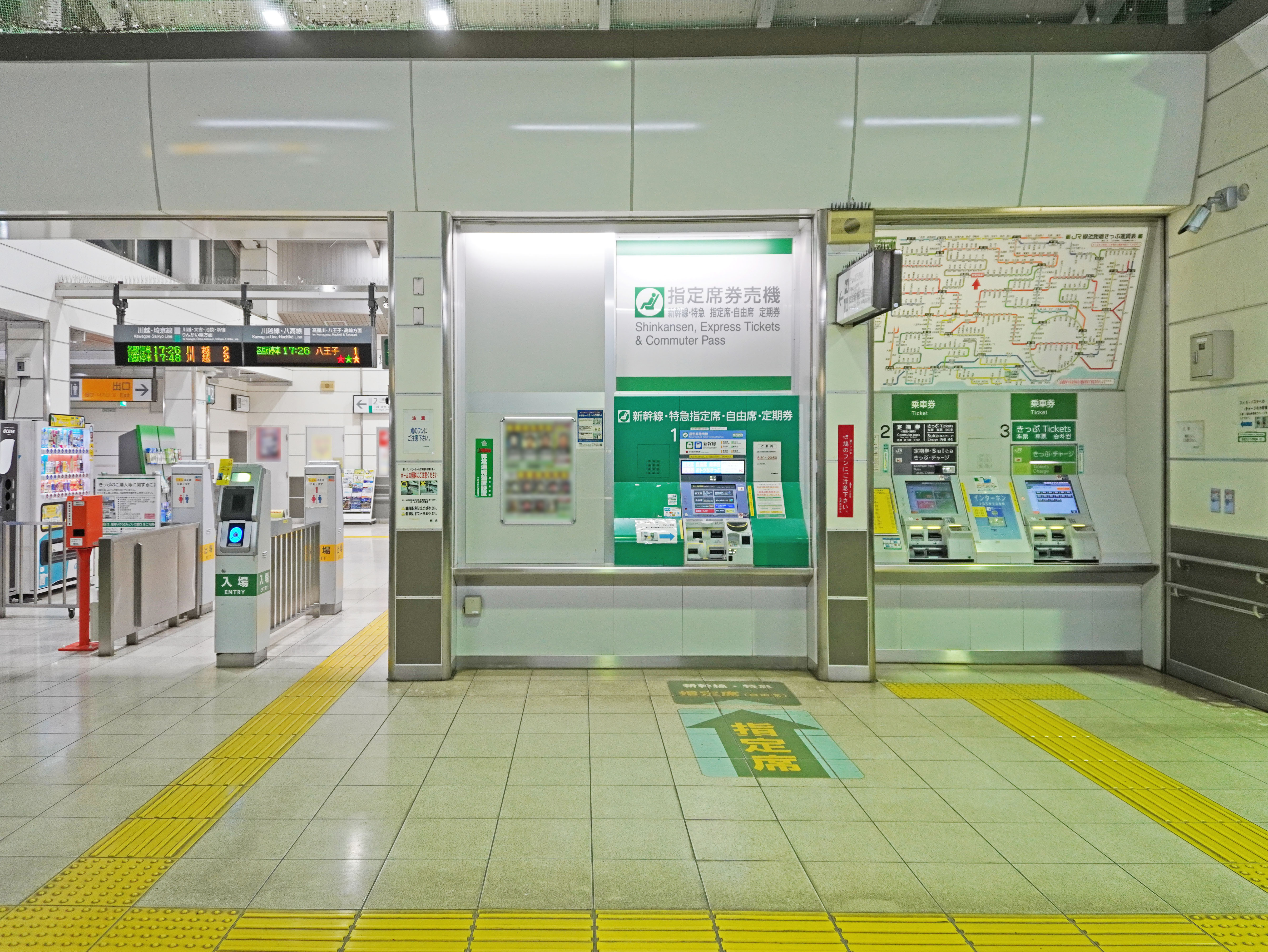
改札口と切符売り場（2022年12月）
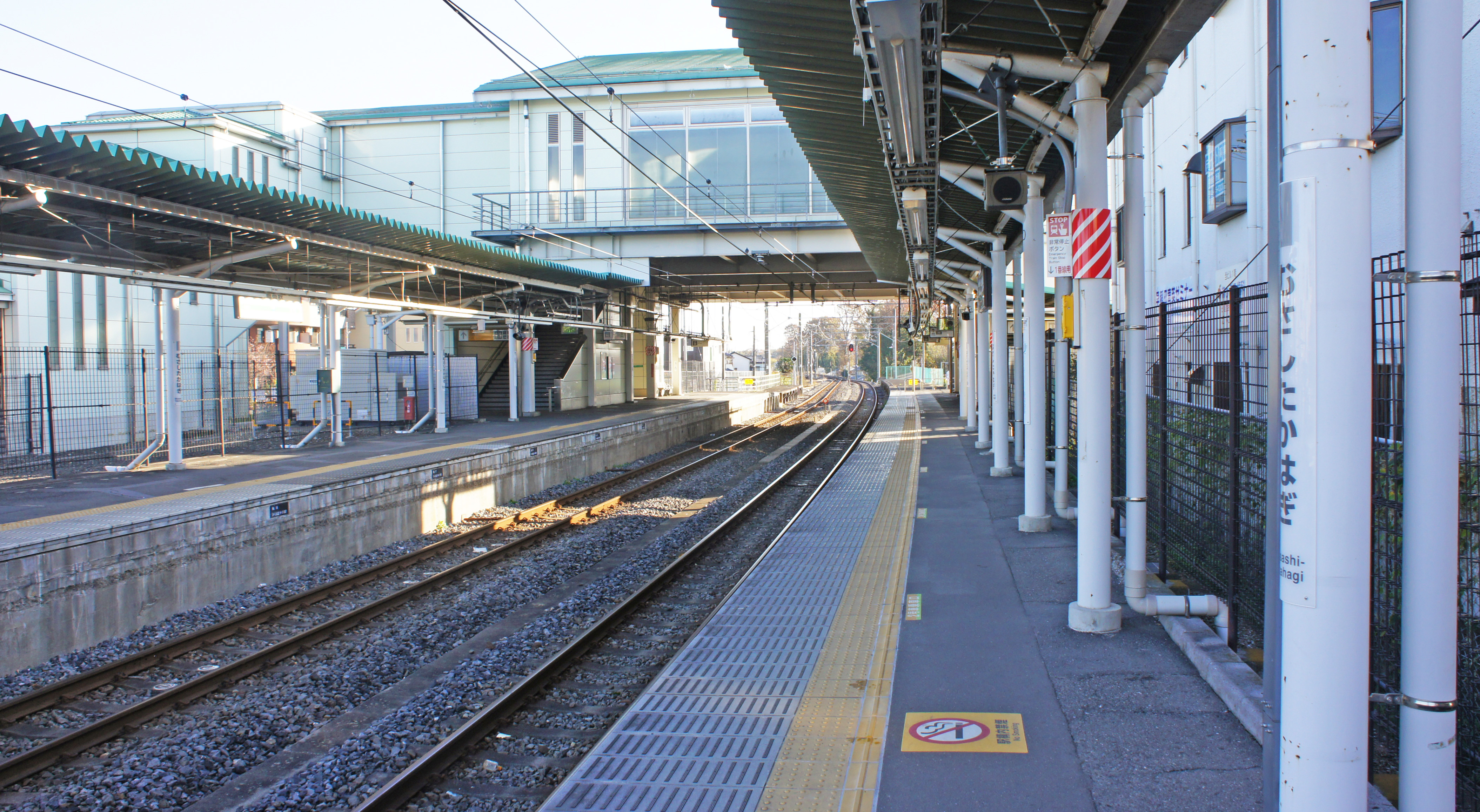
ホーム（2019年11月）

## 利用状況
2023年度（令和5年度）の1日平均乗車人員は3,142人である。
JR東日本および埼玉県統計年鑑によると、1990年度（平成2年度）以降の1日平均乗車人員の推移は以下の通り。
| 年度               | 1日平均 乗車人員 | 出典     |
| ------------------ | ---------------- | -------- |
| 1990年（平成02年） | 2,941            |          |
| 1991年（平成03年） | 3,197            |          |
| 1992年（平成04年） | 3,253            |          |
| 1993年（平成05年） | 3,341            |          |
| 1994年（平成06年） | 3,346            |          |
| 1995年（平成07年） | 3,281            |          |
| 1996年（平成08年） | 3,286            |          |
| 1997年（平成09年） | 3,213            |          |
| 1998年（平成10年） | 3,070            |          |
| 1999年（平成11年） | 3,151            | [ * 1 ]  |
| 2000年（平成12年） | 3,095            | [ * 2 ]  |
| 2001年（平成13年） | 3,083            | [ * 3 ]  |
| 2002年（平成14年） | 3,016            | [ * 4 ]  |
| 2003年（平成15年） | 2,966            | [ * 5 ]  |
| 2004年（平成16年） | 2,860            | [ * 6 ]  |
| 2005年（平成17年） | 2,889            | [ * 7 ]  |
| 2006年（平成18年） | 3,047            | [ * 8 ]  |
| 2007年（平成19年） | 3,224            | [ * 9 ]  |
| 2008年（平成20年） | 3,284            | [ * 10 ] |
| 2009年（平成21年） | 3,204            | [ * 11 ] |
| 2010年（平成22年） | 3,183            | [ * 12 ] |
| 2011年（平成23年） | 3,079            | [ * 13 ] |
| 2012年（平成24年） | 3,175            | [ * 14 ] |
| 2013年（平成25年） | 3,272            | [ * 15 ] |
| 2014年（平成26年） | 3,265            | [ * 16 ] |
| 2015年（平成27年） | 3,275            | [ * 17 ] |
| 2016年（平成28年） | 3,279            | [ * 18 ] |
| 2017年（平成29年） | 3,301            | [ * 19 ] |
| 2018年（平成30年） | 3,376            | [ * 20 ] |
| 2019年（令和元年） | 3,442            | [ * 21 ] |
| 2020年（令和02年） | 2,482            |          |
| 2021年（令和03年） | 2,786            |          |
| 2022年（令和04年） | 3,054            |          |
| 2023年（令和05年） | 3,142            |          |

## 駅周辺
南口・北口共にロータリーが整備されている。

### さくら口（南口）
- 日高市役所高萩出張所
- 日高高萩郵便局
- 埼玉りそな銀行日高支店
- 飯能信用金庫高萩支店
- スーパーエコス
- 日高市立高萩中学校
- 日高市立高萩小学校
- 日高総合公園
- 日高カントリー倶楽部
- 埼玉県赤十字血液センター（献血ルームなし）
- 国道407号
  - 日高バイパス
- 埼玉県道15号川越日高線
- 埼玉女子短期大学（スクールバスあり、徒歩15分）

### あさひ口（北口）
- 埼玉県立日高高等学校
- 日高市立高萩北中学校
- 日高市立高萩北小学校
- 医療法人積仁会旭が丘病院
- 丸美屋食品埼玉工場（徒歩15分）

## バス路線
2025年4月より、廃止となったイーグルバス路線の代替として日高市おでかけワゴンこま川団地行きが運行されている。2026年5月末までの実証運行中。こま川団地では高麗川駅行きが接続しているが、一部便を除き直通運転は行なっていない。

### 過去の路線
南口からイーグルバスにより高麗川団地・高麗川駅・飯能駅北口方面の路線が2025年3月まで運行されていた。この路線は過去には国際興業バスや西武バスによって運行されていた時期もあった。そのほか、同駅経由で西武バスが所沢駅〜坂戸駅南口線と狭山市駅西口〜坂戸駅南口線が存在していたが、最後まで残っていた狭山市駅西口発着についても1995年まで国道407号の渋滞等を理由で廃止されている。

## 隣の駅
東日本旅客鉄道（JR東日本）
■川越線
笠幡駅 - 武蔵高萩駅 - 高麗川駅

### 記事本文

##### 広報資料・プレスリリースなど一次資料
1. ↑  “Suicaご利用可能エリアマップ（2001年11月18日当初）” (PDF).   東日本旅客鉄道. 2019年7月27日時点のオリジナルよりアーカイブ。2020年4月29日閲覧。

### 利用状況
1. ↑  埼玉県統計年鑑 - 埼玉県
2. ↑  統計ひだか - 日高市

JR東日本の2000年度以降の乗車人員
1. ↑  各駅の乗車人員（2000年度） - JR東日本
2. ↑  各駅の乗車人員（2001年度） - JR東日本
3. ↑  各駅の乗車人員（2002年度） - JR東日本
4. ↑  各駅の乗車人員（2003年度） - JR東日本
5. ↑  各駅の乗車人員（2004年度） - JR東日本
6. ↑  各駅の乗車人員（2005年度） - JR東日本
7. ↑  各駅の乗車人員（2006年度） - JR東日本
8. ↑  各駅の乗車人員（2007年度） - JR東日本
9. ↑  各駅の乗車人員（2008年度） - JR東日本
10. ↑  各駅の乗車人員（2009年度） - JR東日本
11. ↑  各駅の乗車人員（2010年度） - JR東日本
12. ↑  各駅の乗車人員（2011年度） - JR東日本
13. ↑  各駅の乗車人員（2012年度） - JR東日本
14. ↑  各駅の乗車人員（2013年度） - JR東日本
15. ↑  各駅の乗車人員（2014年度） - JR東日本
16. ↑  各駅の乗車人員（2015年度） - JR東日本
17. ↑  各駅の乗車人員（2016年度） - JR東日本
18. ↑  各駅の乗車人員（2017年度） - JR東日本
19. ↑  各駅の乗車人員（2018年度） - JR東日本
20. ↑  各駅の乗車人員（2019年度） - JR東日本
21. ↑  各駅の乗車人員（2020年度） - JR東日本
22. ↑  各駅の乗車人員（2021年度） - JR東日本
23. ↑  各駅の乗車人員（2022年度） - JR東日本
24. ↑  各駅の乗車人員（2023年度） - JR東日本

埼玉県統計年鑑
1. ↑  埼玉県統計年鑑（平成12年）
2. ↑  埼玉県統計年鑑（平成13年）
3. ↑  埼玉県統計年鑑（平成14年）
4. ↑  埼玉県統計年鑑（平成15年）
5. ↑  埼玉県統計年鑑（平成16年）
6. ↑  埼玉県統計年鑑（平成17年）
7. ↑  埼玉県統計年鑑（平成18年）
8. ↑  埼玉県統計年鑑（平成19年）
9. ↑  埼玉県統計年鑑（平成20年）
10. ↑  埼玉県統計年鑑（平成21年）
11. ↑  埼玉県統計年鑑（平成22年）
12. ↑  埼玉県統計年鑑（平成23年）
13. ↑  埼玉県統計年鑑（平成24年）
14. ↑  埼玉県統計年鑑（平成25年）
15. ↑  埼玉県統計年鑑（平成26年）
16. ↑  埼玉県統計年鑑（平成27年）
17. ↑  埼玉県統計年鑑（平成28年）
18. ↑  埼玉県統計年鑑（平成29年）
19. ↑  埼玉県統計年鑑（平成30年）
20. ↑  埼玉県統計年鑑（令和元年）
21. ↑  埼玉県統計年鑑（令和2年）